# Diplazium subquadripinnatum
Diplazium subquadripinnatum är en majbräkenväxtart som först beskrevs av Edwin Bingham Copeland och som fick sitt nu gällande namn av David Bruce Lellinger.
Diplazium subquadripinnatum ingår i släktet Diplazium och familjen Athyriaceae. Inga underarter finns listade i Catalogue of Life.